# Melapia japonica
Melapia japonica är en fjärilsart som beskrevs av Kazuo Ogata 1961. Melapia japonica ingår i släktet Melapia och familjen nattflyn. Inga underarter finns listade i Catalogue of Life.